# Иртышское сельское поселение (Омский район)
Иртышское се́льское поселе́ние — муниципальное образование в Омском районе Омской области Российской Федерации.
Административный центр — посёлок Иртышский.

## История
Статус и границы сельского поселения установлены Законом Омской области от 30 июля 2004 года № 548-ОЗ «О границах и статусе муниципальных образований Омской области»

## Население
| 2006  | 2010  | 2011  | 2012  | 2013  | 2014  | 2015  |
| ----- | ----- | ----- | ----- | ----- | ----- | ----- |
| 3327  | ↗3547 | ↗3554 | ↗3639 | ↗3721 | ↗3752 | ↘3739 |
| 2016  | 2017  | 2018  | 2019  | 2020  | 2021  | 2023  |
| ↘3723 | ↘3676 | ↘3644 | ↘3609 | ↘3592 | ↘3583 | ↘3543 |

## Состав сельского поселения
| № | Населённый пункт | Тип населённого пункта          | Население |
| - | ---------------- | ------------------------------- | --------- |
| 1 | Иртышский        | посёлок, административный центр | ↗3537     |
| 2 | Падь             | деревня                         | ↗46       |